# Cajati
Cajati là một đô thị ở bang São Paulo của Brasil. 

## Thông tin nhân khẩu
Dữ liệu dân số theo điều tra dân số năm 2000
Tổng dân số: 28.285
- Dân số thành thị: 10.996
- Dân số nông thôn: 12.231
- Nam giới: 1.101
- Nữ giới: 12.126

Mật độ dân số (người/km²): 64,25
Tỷ lệ tử vong trẻ sơ sinh dưới 1 tuổi (trên một triệu người): 11,32
Tuổi thọ bình quân (tuổi): 73,85
Tỷ lệ sinh (số trẻ trên mỗi bà mẹ): 3,60
Tỷ lệ biết đọc biết viết: 86,12%
Chỉ số phát triển con người (HDI-M): 0,751
- Chỉ số phát triển con người - Thu nhập: 0,631
- Chỉ số phát triển con người - Tuổi thọ: 0,814
- Chỉ số phát triển con người - Giáo dục: 0,807

### Sông ngòi
- Sông Jacupiranguinha
- Sông Guaraú

### Các xa lộ
- Rodovia Régis Bittencourt (BR-116)